# アリステア・マクリーン
アリステア・スチュアート・マクリーン（Alistair Stuart MacLean, 1922年4月21日 - 1987年2月2日）は、スコットランドの小説家。スリラーと冒険小説で成功した。海洋冒険小説の不朽の名作『女王陛下のユリシーズ号』及び映画化もされた『ナヴァロンの要塞』で最もよく知られている。イアン・スチュアート（Ian Stuart）のペンネームも使用した。

## 経歴
マクリーンは牧師の息子としてグラスゴーで生まれ、母語であるスコットランドゲール語に続く第二言語として英語を学んだ。
幼少時はインヴァネスの近くのダヴィオットで過ごした。
1941年にイギリス海軍に入隊、水雷隊員として第二次大戦に従軍し、日本軍の捕虜となった。
戦後はグラスゴー大学で英語を学び、1953年に卒業した後は教師として働いた。
大学在学中に副業として短編小説を書き始め、1954年に海事物語『ディレアス』で入選した。
コリンズ出版社が彼に小説の執筆を求め、戦時中の体験を元にした『女王陛下のユリシーズ号』を書き上げた。
この作品は成功を収め、マクリーンは戦争、スパイ、冒険小説の執筆に専念することとなった。
1960年代初頭、彼は自らの作品の人気が作家名ではなく作品の面白さに依ることを確認するために「イアン・スチュアート」名義で2つの作品を出版した。
それらの販売は好調だったが、マクリーンは著述スタイルを変えなかったため、ファンは容易に彼の作品であることを推測できた。
マクリーンは人気作家となり収入も増えたため、税金難民としてスイスへ移住した。さらに彼はイギリスでホテル事業も営んだ。
後年のマクリーンの作品は初期のものとは異なって、しばしば非現実的ともいえるプロットに陥るものがある。
晩年はアルコール中毒と闘い、1987年にミュンヘンで死去した。
彼は2度結婚しており、最初の妻との間に3人の息子がいる。

## 著述スタイル
イアン・フレミングのような同時代の作家と比較すると、マクリーンの作品はロマンスの場面が非常に短い場合が多い。
それはマクリーンがロマンスの描写はアクションの展開を遅くするものと考えたためである。
マクリーンの作品の登場人物は多くが沈着冷静かつシニカルであり、専門知識を持ち、任務に忠実である。また、主人公に親しい協力者が裏切りを行う場合が多い。
自然、特に海や北極圏は、マクリーンの小説の中で重要な役割を演じることが多い。
また彼は、あまりなじみのない土地を作品へのアクセントとして用いることが多い。
唯一『八点鐘が鳴る時』だけが、彼自身の生まれ育った故郷、スコットランドを舞台にしている。
傑作として評価されているのは、海洋小説の古典のひとつとみなされる『女王陛下のユリシーズ号』のような、戦時下や海洋を舞台に、彼が直接の経験から熟知している話題を取り上げた作品である。

## 主な作品
★は映画化作品
- 『女王陛下のユリシーズ号』（H.M.S. Ulysses （1955）、村上博基訳、ハヤカワ文庫NV）
- 『ナヴァロンの要塞』（The Guns of Navarone （1957）、平井イサク訳、ハヤカワ文庫NV）　★映画『ナバロンの要塞』 (1961)
- 『シンガポール脱出』（South by Java Head （1957）、伊藤哲訳、ハヤカワ文庫NV）
- 『最後の国境線』（The Last Frontier, in the USA The Secret Ways （1959）、矢野徹訳、ハヤカワ文庫NV）　★映画『秘密諜報機関』（1961）
- 『北極戦線』（Night without End (1960)、森崎潤一郎訳、ハヤカワ文庫NV）
- 『恐怖の関門』（Fear Is the Key (1961)、伊藤哲訳、ハヤカワ文庫NV）　★映画『爆走！』（1972）
- 『黒い十字軍』（イアン・スチュアート名義、The Dark Crusader, in the USA The Black Shrike (1961)、平井イサク訳、ハヤカワ文庫NV）
- 『黄金のランデブー』（The Golden Rendezvous, in the USA Nuclear Terror (1962)、伊藤哲訳、ハヤカワ文庫NV）　★
- 『悪魔の兵器』（イアン・スチュアート名義、 The Satan Bug (1962)、平井イサク訳、ハヤカワ文庫NV）　★映画『サタンバグ』（1964）
- 『北極基地潜航作戦』（Ice Station Zebra (1963)、高橋泰邦訳、ハヤカワ文庫NV）　★映画『北極の基地/潜航大作戦』
- 『八点鐘が鳴るとき』（When Eight Bells Toll (1966)、矢野徹訳、ハヤカワ文庫NV）★
- 『荒鷲の要塞』（Where Eagles Dare (1967)、平井イサク訳、ハヤカワ文庫NV）　★映画『荒鷲の要塞』
- 『ナヴァロンの嵐』（Force 10 from Navarone (1968)、平井イサク訳、ハヤカワ文庫NV）　★ 映画『ナバロンの嵐』
- 『麻薬運河』（Puppet on a Chain (1969)、矢野徹訳、ハヤカワ文庫NV）　★映画『デンジャー・ポイント』（1970）
- 『巡礼のキャラバン隊』（Caravan to Vaccares (1970)、高橋豊訳、ハヤカワ文庫NV）　★映画『地獄のキャラバン隊』（1974）
- 『北海の墓場』（Bear Island (1971)、平井イサク訳、ハヤカワ文庫NV）　★映画『オーロラ殺人事件』（1979）
- 『歪んだサーキット』（The Way to Dusty Death (1973)、平井イサク訳、ハヤカワ文庫NV）　★映画『デッドショット』（1996）
- 『軍用列車』（Breakheart Pass (1974)、矢野徹訳、ハヤカワ文庫NV）　★映画『軍用列車』
- 『地獄の綱渡り』（Circus (1975)、矢野徹訳、ハヤカワ文庫NV）
- 『金門橋』（The Golden Gate (1976)、乾信一郎訳、ハヤカワ文庫NV）
- 『魔女の海域』（Seawitch (1977)、平井イサク訳、ハヤカワ文庫NV）
- 『さらばカリフォルニア』（Goodbye California (1978)、矢野徹訳、ハヤカワ文庫NV）
- 『雪原の炎』（Athabasca (1980)、小倉多加志訳、ハヤカワ文庫NV）
- 『死の激流』（River of Death (1981)、平井イサク訳、ハヤカワ・ノヴェルズ）　★映画『デス・リバー／失なわれた帝国』（1989）
- 『パルチザン』（Partisans (1982)、冬川亘訳、ハヤカワ・ノヴェルズ）
- 『防潮門』（Floodgate (1983)、沢川進訳、ハヤカワ・ノヴェルズ）
- 『サン・アンドレアス号の脱出』（San Andreas (1984)、後藤安彦訳、ハヤカワ・ノヴェルズ）
- 『サントリーニの牙』（Santorini (1986)、大熊栄訳、ハヤカワ・ノヴェルズ）
- 『孤独の海』（The Lonely Sea (1985)、高津幸枝訳、ハヤカワ文庫NV）